# Сергиев, Павел Артемьевич
Па́вел Арте́мьевич Се́ргиев (род. 9 февраля 1951) — российский дипломат. Чрезвычайный и полномочный посол (2015).

## Биография
Окончил Московский государственный институт международных отношений (МГИМО) МИД СССР (1973). Владеет английским, испанским и китайским языками. На дипломатической работе с 1973 года.
- В 1973—1974 годах — сотрудник Постоянного представительства СССР при ООН в Нью-Йорке.
- В 1976—1980 годах — сотрудник Посольства СССР в Китае.
- В 1982—1987 годах — сотрудник Посольства СССР в Мексике.
- В 1991—1995 годах — сотрудник Посольства СССР, России на Кубе.
- В 1998—2002 годах — генеральный консул России в Сантьяго-де-Куба.
- В 2003—2007 годах — главный советник Латиноамериканского департамента МИД России.
- С 27 июля 2007 по 21 февраля 2011 года — чрезвычайный и полномочный посол России в Гайане, Сент-Винсенте и Гренадинах по совместительству и Гренаде по совместительству[1][2][3][4].
- С 24 октября 2007 по 21 февраля 2011 года — чрезвычайный и полномочный посол России в Тринидаде и Тобаго по совместительству[5][4].
- С 27 августа 2008 по 21 февраля 2011 года — чрезвычайный и полномочный посол России в Барбадосе по совместительству[6][4].
- С 21 февраля 2011 по 17 августа 2016 года — чрезвычайный и полномочный посол Российской Федерации в Колумбии[7].

## Семья
Женат, имеет двух дочерей.

## Награды
- Знак отличия «За безупречную службу» XXX лет (6 марта 2011) — За большой вклад в реализацию внешнеполитического курса Российской Федерации и многолетнюю добросовестную работу[8].

## Дипломатический ранг
- Чрезвычайный и полномочный посланник 2 класса (2 апреля 2003)[9].
- Чрезвычайный и полномочный посланник 1 класса (14 июля 2009)[10].
- Чрезвычайный и полномочный посол (21 июля 2015)[11].